# Uriah Smith
Uriah Smith (3 mai 1832 – 6 mars 1903) est un théologien américain, un écrivain et un rédacteur pendant cinquante ans de la Review and Herald (aujourd'hui Adventist Review), la première revue et la plus influente aux débuts de l'Église adventiste du septième jour. Il a aussi été un administrateur, un professeur, un poète, un compositeur d'hymnes religieux, un inventeur et un graveur.  

## Biographie
En 1832, Uriah Smith naît à Wilton dans le New Hampshire. En 1844, sa famille accepte le message de William Miller et fait l'expérience du grand désappointement. La même année, à douze ans, sa jambe gauche est amputée au-dessus du genou à la suite d'une infection. Après le désappointement, il perd de l'intérêt pour la religion. Il démarre des études à Philips Exeter Academy à Exeter dans le New Hampshire. 
Mais plus tard, en décembre 1852, Smith accepte les enseignements des adventistes sabbatistes. Dès l'année suivante, il rejoint sa sœur, Annie Smith (1828-1855), et James White à Rochester dans l'État de New York et travaille pour l'Advent Review and Sabbath Herald. En 1855, les bureaux de la revue sont établis à Battle Creek dans le Michigan. À seulement vingt-trois ans, il devient alors rédacteur en chef. Il produit les premières illustrations de la revue. La même année, sa sœur Annie, décède de la tuberculose. Elle est parmi les premiers compositeurs adventistes d'hymnes religieux. En 1857, Uriah Smith épouse Harriet Stevens, la sœur d'Angeline Stevens, mariée au théologien adventiste, John N. Andrews.       
Au cours de l'organisation de la Conférence générale de l'Église adventiste du septième jour en 1863, Smith est nommé au poste de secrétaire. Il occupera cette position ultérieurement à cinq reprises. Il servira aussi comme trésorier de la Conférence générale pendant deux ans (1876-1877). Il est ordonné au ministère pastoral en 1874.
Toutefois, sa principale contribution est théologique. Il écrit des ouvrages, notamment sur l'immortalité conditionnelle. Le plus significatif est son commentaire des deux livres apocalyptiques de la Bible, The Prophecies of Daniel and the Revelation (Les prophéties de Daniel et de l'Apocalypse), qui devient un classique sur l'eschatologie adventiste. Il est un fervent avocat de la liberté religieuse, de la séparation de l'Église et de l'État, de l'abolition de l'esclavage et du service non combattant des adventistes.    
À cela s'ajoute ses talents d'inventeur. Il obtient des brevets de plusieurs inventions, notamment pour la fabrication d'une jambe artificielle avec un genou mobile et d'une table scolaire avec une chaise pliante améliorée. À l'âge de 71 ans, il meurt en 1903 à Battle-Creek, atteint d'une congestion alors qu'il se rend à son bureau de la Review and Herald,.